# Кугалы (Челябинская область)
Кугалы́ — деревня в Чебаркульском районе Челябинской области. Входит в Шахматовское сельское поселение.

## География
Деревня расположена на берегу реки Бишкиль, в непосредственной близости от остановочного пункта 2042 км. Расстояние до центра сельского поселения, посёлка Шахматово 1,5 км, до районного центра, Чебаркуля 20 км.

## Население
| 2002 | 2010 |
| ---- | ---- |
| 123  | ↗206 |

По данным Всероссийской переписи, в 2010 году численность населения деревни составляла 206 человек (94 мужчины и 112 женщин).

## Улицы
Уличная сеть деревни состоит из 2 улиц.